# Natal (Brésil)
Pour les articles homonymes, voir Natal.
Natal est une ville brésilienne, capitale de l'État du Rio Grande do Norte, située au bord de l'océan Atlantique dans la région Nord-Est.
La ville a été fondée le 25 décembre 1599, le jour de Noël, d'où son nom tiré du latin Natale.
Après avoir bénéficié de l'industrie du sel au XIXe siècle, Natal est aujourd'hui portée par l'industrie du tourisme, dont le principal attrait est incontestablement la Forteresse des Rois Mages, construite par les Portugais au XVIe siècle.
Au début du XXe siècle, Natal était une étape de l'épopée de l'aéropostale (tronçon Dakar-Natal).
En 2014, Natal était une ville hôte de la coupe du monde de football.

## Géographie

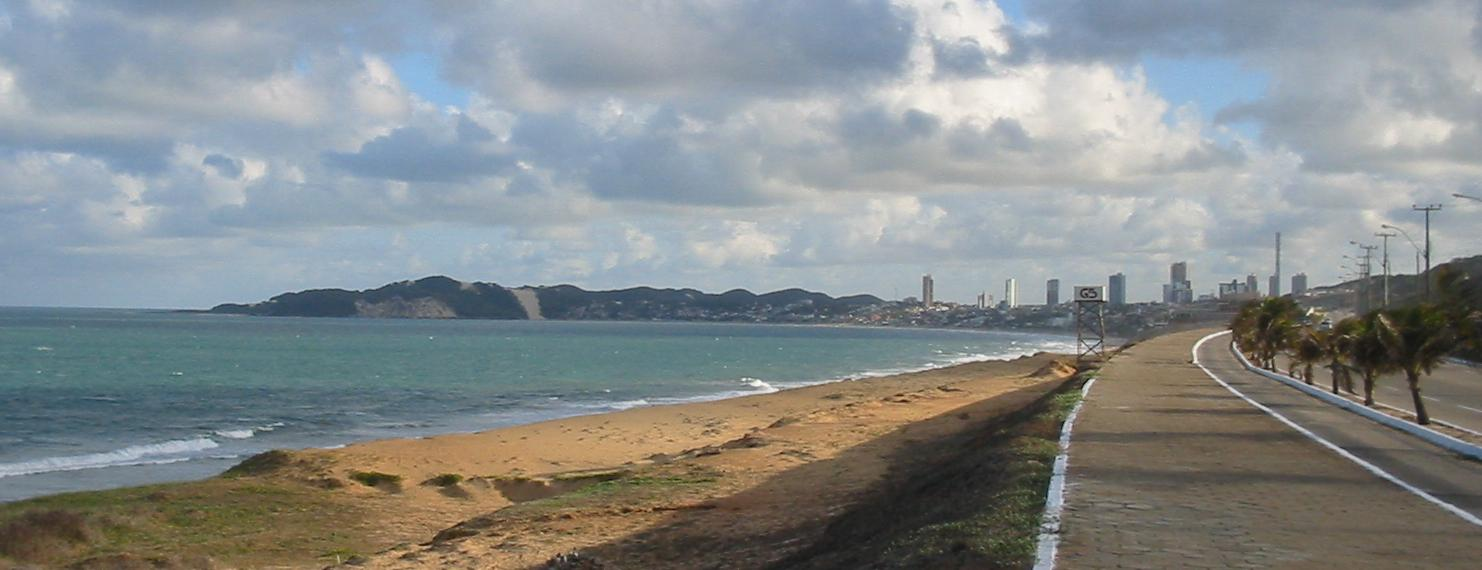
Bord de la mer à Natal

### Données générales
Natal se situe à une latitude de 05° 47' 42" sud et à une longitude de 35° 12' 32" ouest, à une altitude de 30 mètres.
Sa population était de 803 739 habitants au recensement de 2010 et de 869 954 habitants en 2015 selon l'estimation de l'Institut Brésilien de Géographie et Statistique. La commune s'étend sur 167,26 km2.
La région métropolitaine (formée des communes de Parnamirim, Macaíba, São Gonçalo do Amarante, Ceará-Mirim, Extremoz, Nísia Floresta, São José de Mipibu et Natal) comptait 1 504 821 habitants en 2015.
Elle est le centre de la microrégion de Natal, dans la mésorégion de l'Est Potiguar.

### Climat
Avec son climat tropical, la cidade do sol (ville du soleil) (comme elle est surnommée) présente une température moyenne de 25 °C et une amplitude thermique qui ne dépasse pas les 10 °C au long de l'année.
| Mois                   | Jan | Fev | Mar | Avr | Mai | Jui | Jul | Aoû | Sep | Oct | Nov | Déc | Année |
| ---------------------- | --- | --- | --- | --- | --- | --- | --- | --- | --- | --- | --- | --- | ----- |
| Température Maximum °C | 31  | 31  | 30  | 29  | 28  | 27  | 27  | 26  | 28  | 29  | 29  | 30  | 27,5  |
| Température Minimum °C | 24  | 24  | 23  | 23  | 22  | 21  | 19  | 18  | 20  | 22  | 23  | 23  | 21    |
| Pluies mm              | 53  | 109 | 188 | 206 | 173 | 173 | 160 | 81  | 48  | 18  | 18  | 36  | 1263  |

## Personnalités liées
- Café Filho (1899-1970), ancien président du Brésil
- Oscar Schmidt (1958-), joueur de basket-ball brésilien
- Clodoaldo Silva (1979-), nageur, six fois champion paralympique
- Virna Dias (1971-), joueuse brésilienne de volley-ball, médaillé de bronze olympique

.